# Faragó Miklós
Faragó Miklós, 1902-ig Schnitzer (Csongrád, 1884. február 24. – Tel-Aviv, 1972. március 15.) magyar újságíró, könyvkiadó.

## Élete
Középiskolai tanulmányait Szolnokon és Szegeden végezte, majd néhány évig a budapesti egyetem hallgatója volt, 1905-ben pedig újságírói pályára lépett. Sorban egymásután munkatársa lett az Aradon akkor megjelenő napilapoknak, majd a Szeged és Vidéke szerkesztőségébe került. 1907-től budapesti lapoknál dolgozott, 1910-től a forradalmak végéig Az Est munkatársa volt. Kiemelkedő újságírói működése erre az időre esik. A világháború alatt harctéri tudósításokat írt. A Tanácsköztársaság idején a Sajtódirektórium tagja volt. A bukás után Ausztriába emigrált, majd Kolozsvárra költözött, ahol megalapította a Pallasz Könyv- és Lapterjesztő vállalatot, amelyet jelentős méretekre fejlesztett. 1926-ban ismét Ausztriába ment, 1928-ban visszatért Magyarországra, de nem foglalkozhatott újságírással. 1932-ben alapította meg a Világvárosi Regények (Literária Kiadóvállalat) füzetesregény-sorozatot („tízfilléres ponyva”), amely a korszak legszínvonalasabb kalandregény-vállalkozása volt. 1942 nyaráig, az ún. Ponyvarendelet életbe lépéséig közel 1000 db elbeszélést adott ki. 1947-ben Palesztinába emigrált, és fiai (István és András) részvételével Izraelben újból megindította magyarul a sorozatot, idővel pedig a „gyorsregények” ivrit nyelvű fordításait is megjelentették. 1972-ben Izraelben, Tel-Avivban halt meg.